# Melissa Wolf
Lisa Ann Taylor (Vancouver, Columbia Británica; 14 de abril de 1964), más conocida como Melissa Wolf, es una modelo y actriz canadiense.
Comenzó a modelar a los 18 años. Viviendo siempre de su propio trabajo, vendió hamburguesas en McDonald's y como apoyo adicional, en las tardes acudía a las competencias de camisas mojadas para intentar hacer dinero adicional.
Inició su carrera erótica como mascota (pet) de Penthouse en junio de 1985 y desde entonces ha figurado en numerosas revistas, como Cherry, Chic y Velvet, entre otras.